# Titularbistum Diocletiana
Diocletiana (it.: Diocleziana) ist ein Titularbistum der römisch-katholischen Kirche.
Es geht zurück auf einen untergegangenen Bischofssitz, der in der historischen Region Dardanien auf dem heutigen Gebiet des Kosovo lag.
| Titularbischöfe von Diocletiana |                                                    |                                                             |                   |                   |
| Nr.                             | Name                                               | Amt                                                         | von               | bis               |
| 1                               | Adolph Gottfried Volusius                          | Weihbischof in Mainz (Deutschland)                          | 22. Juni 1676     | 17. März 1679     |
| 2                               | Kazimierz Jan z Bnina Opaliński OCist              | Koadjutorbischof von Posen (Polen)                          | 8. Januar 1680    | 17. November 1681 |
| 3                               | Maximilian Heinrich von Burmann                    | Weihbischof in Trier (Deutschland)                          | 6. April 1682     | 1687              |
| 4                               | Bazilije Božičković OSBM                           | Apostolischer Vikar von Marča (Kroatien)                    | 4. September 1759 | 23. Juni 1777     |
| 5                               | Simon Quinn                                        | Koadjutorbischof von Cloyne (Irland)                        | 17. August 1779   |                   |
| 6                               | Cristoforo Arduino Terzi OFM                       | emeritierter Bischof von Massa Carrara-Pontremoli (Italien) | 10. Juli 1945     | 11. Juli 1971     |
| 7                               | Annibale Bugnini CM Titularerzbischof pro hac vice | Apostolischer Pro-Nuntius                                   | 6. Januar 1972    | 3. Juli 1982      |
| 8                               | Pietro Rossano                                     | Weihbischof in Rom (Italien)                                | 7. Dezember 1982  | 15. Juni 1991     |
| 9                               | Lorenzo Baldisseri Titularerzbischof pro hac vice  | Apostolischer Nuntius Kurienerzbischof                      | 15. Januar 1992   | 22. Februar 2014  |
| 10                              | Wojciech Załuski Titularerzbischof pro hac vice    | Apostolischer Nuntius                                       | 15. Juli 2014     |                   |